# Sarcocornia blackiana
Sarcocornia blackiana är en amarantväxtart som först beskrevs av Oskar Eberhard Ulbrich, och fick sitt nu gällande namn av Andrew John Scott. Sarcocornia blackiana ingår i släktet Sarcocornia och familjen amarantväxter. Inga underarter finns listade i Catalogue of Life.